# التقسيم الإداري في موناكو

## التقسيمات الإدارية

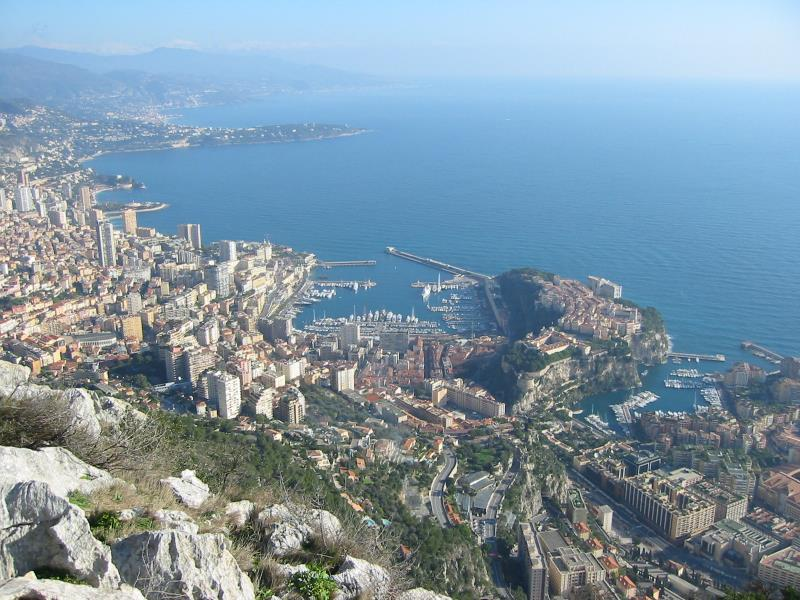
في المنتصف لا كوندامين, على اليمين مع الميناء الصغير فونتفيل, «الصخرة» والمدينة القديمة والقلعة والقصر بارزة بين المينائين، على اليسار لاروزيه/ناست رومان بمبانيها العالية

موناكو هي ثاني اصغر دولة في العالم (بالمساحة) بعد الفاتيكان أو مدينة الفاتيكان. وهي أيضا ثاني أصغر ملكية في العالم  وأكثر دول العالم كثافة في السكان. موانكو تتكون من بلدية واحدة (شعبية).

### سابقاً
لا يوجد فرق كبير جغرافياً بين دولة موناكو ومدينة موناكو على الرغم من ذلك المسؤوليات الحكومية للدولة (مستوى الدولة) تختلف عن مسؤوليات البلدية (مستوى المدينة).حسب دستور 1911, تقسم الدولة إلى ثلاث بلديات:
1. موناكو فيل، المدينة القديمة على النتوء الخليجي الصخري الممتد إلى البحر المتوسط، المعروف باسم صخرة موناكو أو الصخرة.
2. مونت كارلو، المنطقة السكنية الرئيسية ومنطقة المنتجع وكازينو مونت كارلو في الشرق والشمال الشرقي.
3. لا كوندامين، القسم الجنوب الغربي شاملاً منطقة الميناء (ميناء هرقل).

في عام 1917 اندمجت البلديات لبلدية واحدة، كان هذا نتيجة اتهامات للحكومة بأنها اتخذت من مبدأ «فرق تسد» نهاجاً لها. وتم تحويل البلديات إلى أقسام (Wards) أو أرباع (Quartiers):
1. فونتفيل، تم إضافته كقسم رابع للأقسام الثالثة المذكورة سابقاً، منطقة منشأة جديدة أقطتعت من البحر في عام سبعينات القرن الماضي.
2. مونقيتي، أصبح القسم الخامس، أنشأ بعد استقطاع جزء من لا كوندامين.
3. لارفوتو، أصبح القسم السادس، أنشأ بعد استقطاع جزء من مونت كارلو.
4. لا روزيه/سانت رومان، (شاملاً لي تيناو), أصبح القسم السابع، أيضا أنشأ بعد استقطاع جزء من مونت كارلو.

وبالتالي تم إنشاء ثلاثة أقسام إضافية.
1. سانت ميشيل، أنشأ بعد استقطاع جزء من مونت كارلو.
2. لا كول، أنشأ من استقطاع جزء من لا كوندامين.
3. لا ريفوارز، أنشأ من استقطاع جزء من لا كوندامين.

كان من المقرر أنشاء قسم جديد عن طريق استصلاح الأراضي في عام 2014  إلا أن الأمير ألبرت الثاني أعلن في خطاب السنة الجديدة في عام 2009 بأن الخطط لإنشاء هذا القسم قد ألغيت بسبب الوضع الأقتصادي أنذاك. ولكن أعاد الأمير ألبرت الثاني المشروع بحزم في عام في منتصف عام 2010.
في عام 2015 أعلن عن تطوير جديد بأسم لي بورتيه أنسي دو بورتيه.

#### الأرباع القديمة والمناطق الجيوغرافية الجديدة (سابقاً)
الأرباع (الأقسام) القديمة لموناكو هي موناكو فيل ولا كوندامين ومونت كارلو وفونتفيل. وكان ينظر إلى ضواحي مونقيتي وكان الجزء الأعلى للا كوندامين على أنها ربع (قسم) خامس فعال لموناكو لطبوغرافيتها وطبيعتها المختلفة عن الجزء السفلي للا كوندامين

### الأقسام (حالياً)
حالياً تقسم موناكو إلى عشرة أقسام (Wards) ويحتمل إضافة أقسام جديدة في المستقبل القريب بأسماء فونتفيل الثانية (Fontvieille II) أو لي بورتيه (Le Portier) لتصبح 12 قسم.
| القسم                                       | المساحة (كم²) | المدينة القطع (îlots) | الملاحظات                                                 |
| ------------------------------------------- | ------------- | --------------------- | --------------------------------------------------------- |
| بلدية موناكو فيل السابقة أصبحت              |               |                       |                                                           |
| موناكو فيل Monaco-Ville                     | 0.19          | 19                    | المدينة القديمة                                           |
| بلدية مونت كارلو السابقة انقسمت إلى         |               |                       |                                                           |
| مونت كارلو Monte Carlo                      | 0.30          | 20                    | الكازينو ومنطقة المنتجع                                   |
| لا روزيه / سانت رومان La Rousse/Saint Roman | 0.13          | 17                    | منطقة الشمال الغربي، وتشمل لي تيناو Le Ténao              |
| لارفوتو / باس مولينز Larvotto/Bas Moulins   | 0.34          | 17                    | منطقة الشاطئ الشرقي                                       |
| سانت ميشيل Saint Michel                     | 0.16          | 24                    | المنطقة السكنية الوسطى                                    |
| بلدية لا كوندامين السابقة انقسمت إلى        |               |                       |                                                           |
| لا كوندامين La Condamine                    | 0.28          | 28                    | منطقة الميناء الشمال غربي                                 |
| لا كول La Colle                             | 0.11          | 15                    | على الحدود الغربية لكاب دائيل Cap d'Ail                   |
| ليس ريفوارز Les Révoires                    | 0.09          | 11                    | وتشمل جاردين ايكسوتيك دي موناكو Jardin Exotique de Monaco |
| مونقيتي Moneghetti                          | 0.10          | 17                    | المنطقة السكنية الوسط شمالية                              |
| أراضي استصلحت من البحر                      |               |                       |                                                           |
| فونتفيل Fontvieille                         | 0.35          | 10                    | بدأت عام 1981                                             |
| موناكو                                      | 2.05          | 178                   |                                                           |

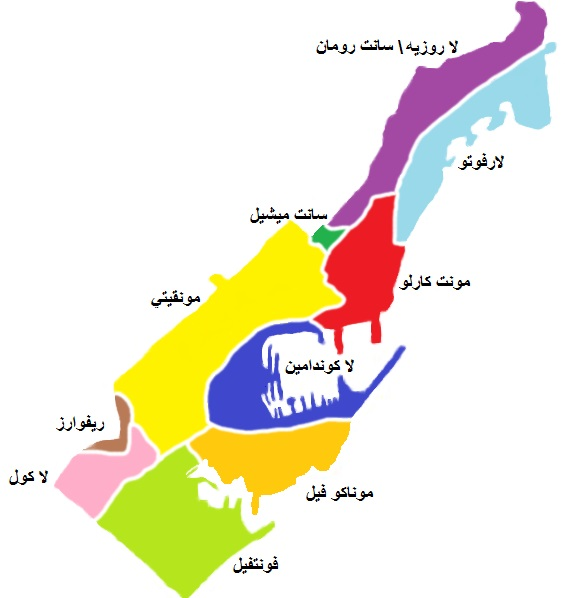
أقسام موناكو

ملاحظة: لأغراض إحصائية تم تقسيم أقسام موناكو إلى 178 قطعة (إيلو îlots).